# HD 69830
HD 69830 är en stjärna i stjärnbilden Akterskeppet.
År 2006 upptäckte man tre exoplaneter runt denna stjärna. Man hade året innan även upptäckt en cirkumstellär skiva av asteroid- eller kometspillror kring stjärnan.

## Planetsystem

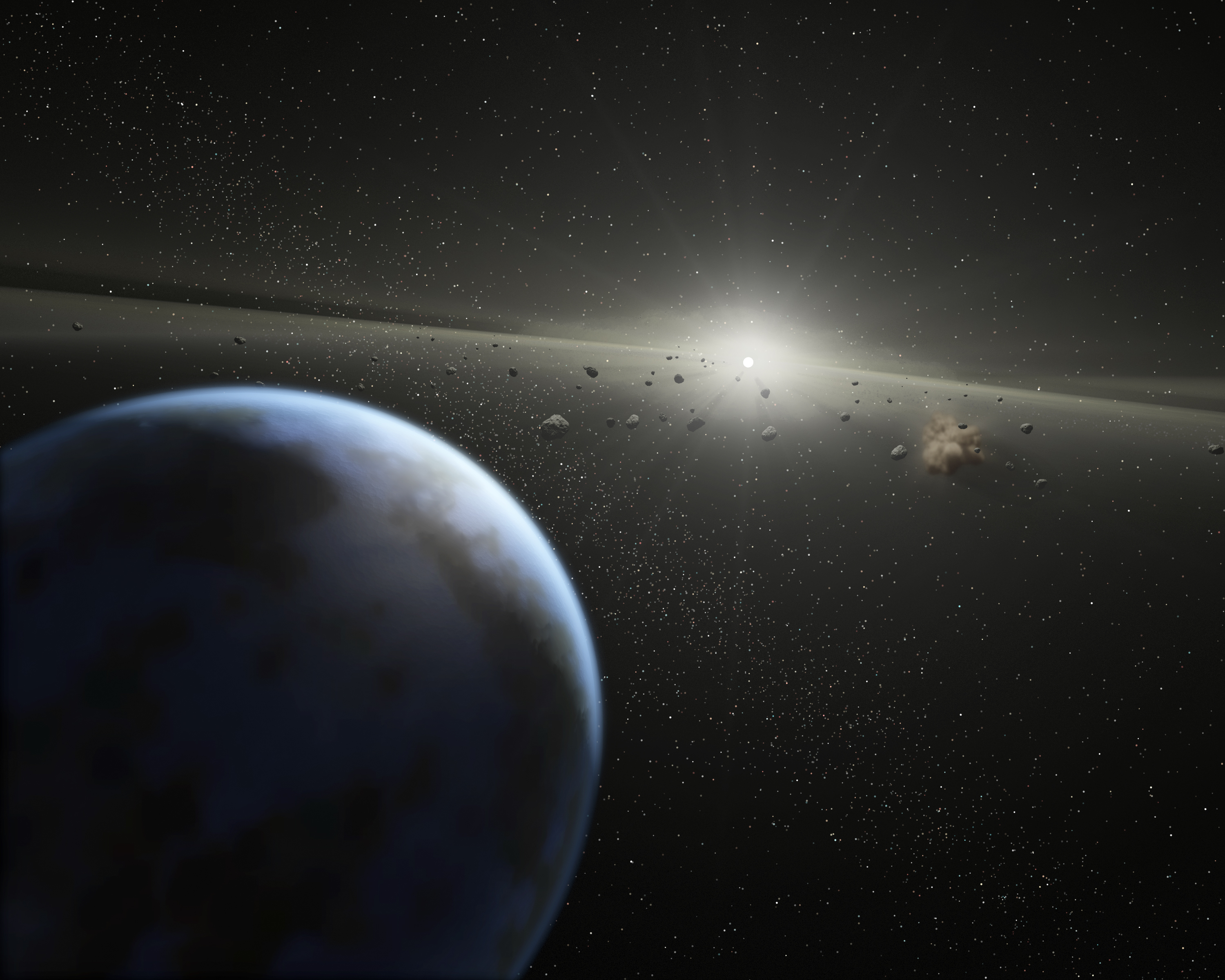
En konstnärs version från 2005 visar asteroidbältet och en hypotetisk yttre planet (som nu har hittats, HD69830 d).

HD 69830 var det första planetsystemet runt en solliknande stjärna utan en enda gasjätte. Den yttersta planeten upptäcktes i systemets beboeliga zon, där flytande vatten kan finnas. Den yttersta planeten tror man håller asteroidbältet på plats. Planeterna har en massa på 10, 12 och 18 gånger jordens och kretsar kring stjärnan på 9, 32 och 197 dagar.

Teoretiska beräkningar visar att de båda inre planeterna kan bestå största delen av sten, medan den yttersta planeten består till stor del av gas med en sten/is-kärna.
| Kompanjon (I ordning från stjärna) | Massa (MJ)      | Omloppstid (dagar) | Semimajor (AE) | Excentricitet |
| ---------------------------------- | --------------- | ------------------ | -------------- | ------------- |
| b                                  | 0,033 (10,2 ME) | 0,0785             | 8,667 ± 0,003  | 0,1 ± 0,04    |
| c                                  | 0,038 (11,8 ME) | 0,186              | 31,56 ± 0,04   | 0,13 ± 0,06}  |
| Asteroid- bältet                   | låg             | ≈0,3 till ≈0,5     | n/a            | n/a}          |
| d                                  | 0,058 (18,1 ME) | 0,63               | 197 ± 3        | 0,07 ± 0,07   |

## Stoftskivan
Huvudartikel: HD 69830s asteroidbälte

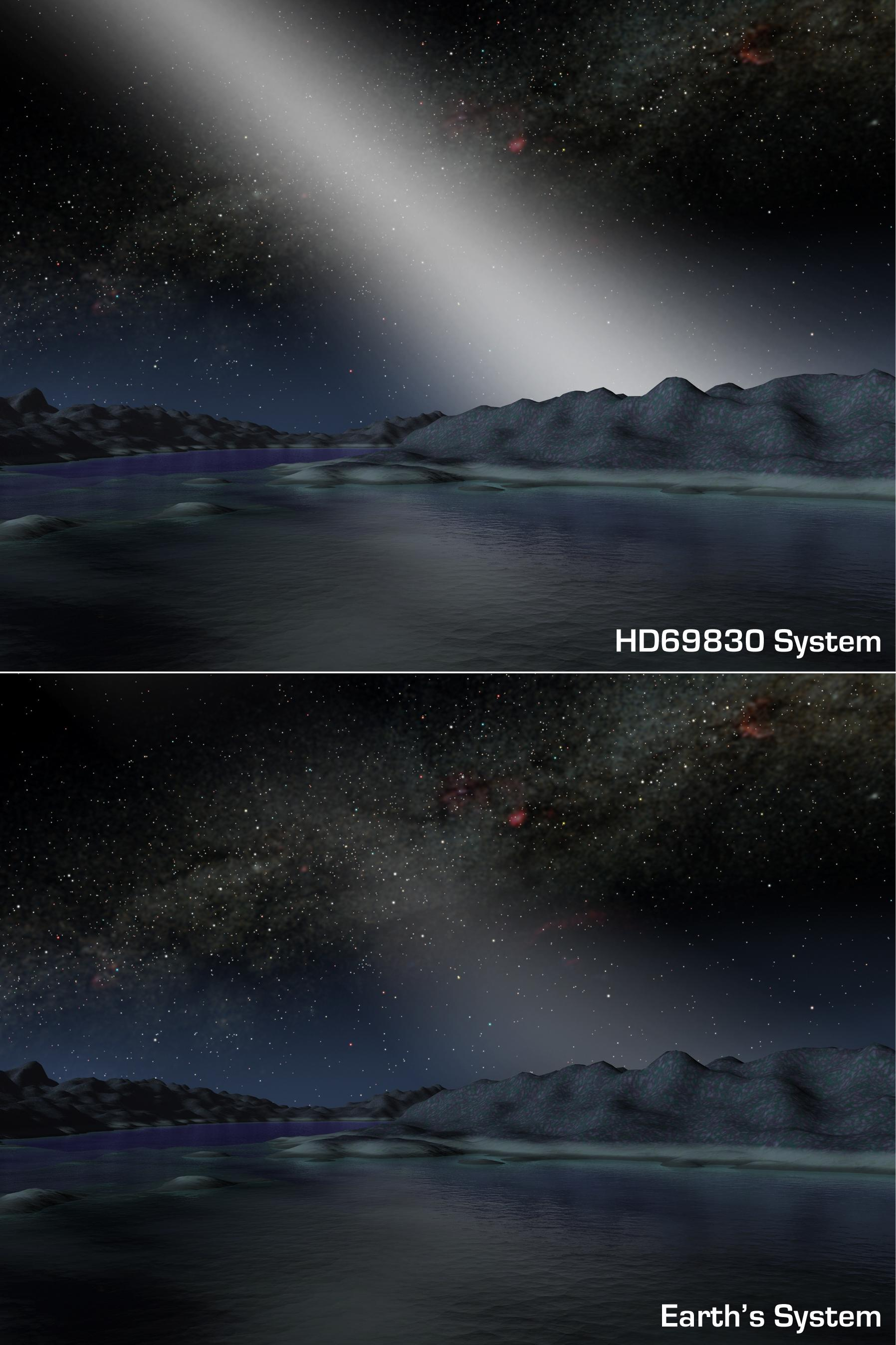
Jämförelse mellan vår natthimmel och en planet runt HD 69830. Notera det starka zodiakalljuset vid HD 69830.

År 2005 upptäckte Spitzerteleskopet en fragmentskiva vid HD 69830. Detta tolkades som att det troligtvis finns ytterligare ett asteroidbälte, tjugo gånger mer massivt än vårt asteroidbälte. Asteroidbältet antogs ligga på samma avstånd som Venus omloppsbana gör i vårt solsystem. Bältet skulle vara så massivt att en närliggande planet skulle ha ett zodiakalljus nattetid 1000 gånger starkare än det vi ser från jorden. Detta bälte gör det svårt att se Vintergatan från en av planeterna.
En grundligare analys av bältets spektrum avslöjade att det består av hårt processat material, liknande större asteroidspillror av P- eller D-typ med radier omkring 30 km, blandat med små iskorn vilka skulle smälta i stjärnans närhet. Därför förefaller det mera troligt att bältet befinner sig utanför den yttre planetens bana, omkring en astronomisk enhet från stjärnan. Det skulle röra sig om en fragmentskiva av liknande typ som solsystemets kuiperbälte. Denna region innehåller även 2:1 och 5:2 banrörelseresonanserna med HD 69830 d.